# Seznam medailistek na mistrovství světa v judu
Toto je seznam medailistek na mistrovství světa judu.

## Superlehká váha
| Rok                 | Zlato                   | Stříbro                   | Bronz                       | Bronz                   |
| ------------------- | ----------------------- | ------------------------- | --------------------------- | ----------------------- |
| MS 1980             | Jane Bridgeová          | Anna De Novellisová       | Marie-France Collignonová   | Mary Lewisová           |
| MS 1982             | Karen Briggsová         | Marie-France Collignonová | Jola Binková                | Hitomi Nakaharaová      |
| MS 1984             | Karen Briggsová         | Marie-France Collignonová | Julie Reardonová            | Darlene Anayaová        |
| MS 1986             | Karen Briggsová         | Fumiko Ezakiová           | Fabienne Boffinová          | Li Čung-jün             |
| MS 1987             | Li Čung-jün             | Fumiko Ezakiová           | Čou Jü-pching               | Jessica Galová          |
| MS 1989             | Karen Briggsová         | Fumiko Ezakiová           | Jessica Galová              | Cécile Nowaková         |
| MS 1991             | Cécile Nowaková         | Karen Briggsová           | Rjóko Tamuraová             | Legna Verdeciaová       |
| MS 1993             | Rjóko Tamuraová         | Li Aj-jüe                 | Giovanna Tortoraová         | Joyce Heronová          |
| MS 1995             | Rjóko Tamuraová         | Li Aj-jüe                 | Amarilis Savónová           | Małgorzata Roszkowská   |
| MS 1997             | Rjóko Tamuraová         | Amarilis Savónová         | Monika Kurathová            | Pe Tong-suk             |
| MS 1999             | Rjóko Tamuraová         | Amarilis Savónová         | Sarah Nichilo-Rossová       | Anna-Maria Gradanteová  |
| MS 2001             | Rjóko Tamuraová         | Ri Kjong-ok               | Danieska Carriónová         | Giuseppina Macriová     |
| MS 2003             | Rjóko Tamuraová         | Frédérique Jossinetová    | Neşe Şensoyová              | Danieska Carriónová     |
| MS 2005             | Yanet Bermoyová         | Frédérique Jossinetová    | Alina Dumitruová            | Soraja Haddadová        |
| MS 2007             | Rjóko Taniová           | Yanet Bermoyová           | Frédérique Jossinetová      | Alina Dumitruová        |
| MS 2009             | Tomoko Fukumiová        | Oiana Blancová            | Čong Čong-jon               | Frédérique Jossinetová  |
| MS 2010             | Haruna Asamiová         | Tomoko Fukumiová          | Alina Dumitruová            | Sarah Menezesová        |
| MS 2011             | Haruna Asamiová         | Tomoko Fukumiová          | Éva Csernoviczká            | Sarah Menezesová        |
| MS 2013             | Mönchbatyn Uranceceg    | Haruna Asamiová           | Charline Van Snicková (BEL) | Sarah Menezesová        |
| MS 2014             | Ami Kondóová            | Paula Paretová            | Amandine Buchardová         | Maria Labordeová        |
| MS 2015             | Paula Paretová          | Haruna Asamiová           | Čong Po-kjong               | Ami Kondóová            |
| MS 2017             | Funa Tonakiová          | Mönchbatyn Uranceceg      | Galbadrachyn Otgonceceg     | Ami Kondóová            |
| MS 2018             | Darija Bilodidová       | Funa Tonakiová            | Paula Paretová              | Galbadrachyn Otgonceceg |
| MS 2019             | Darija Bilodidová       | Funa Tonakiová            | Mönchbatyn Uranceceg        | Distria Krasniqiová     |
| MS 2021             | Nacumi Cunodaová        | Wakana Kogaová            | Julia Figueroaová           | Mönchbatyn Uranceceg    |
| MS 2022             | Nacumi Cunodaová        | Katharina Menzová         | Assunta Scutto              | Abiba Abuzhakynova      |
| MS 2023             | Nacumi Cunodaová        | Širine Boukli             | Assunta Scuttoová           | Wakana Kogaová          |
| MS 2024             | Bavuudorjiin Baasankhüü | Assunta Scuttoová         | Abiba Abuzhakynova          | Tara Babulfath          |
| MS 2025             | Assunta Scuttoová       | Abiba Abuzhakynova        | Wakana Kogaová              | Laura Martínezová       |
| 48 kg: 1999–doposud |                         |                           |                             |                         |

## Pololehká váha
| Rok                 | Zlato                   | Stříbro               | Bronz                 | Bronz                   |
| ------------------- | ----------------------- | --------------------- | --------------------- | ----------------------- |
| MS 1980             | Edith Hrovatová         | Kaori Jamagučiová     | Pascale Dogerová      | Bridget MaCarthyová     |
| MS 1982             | Loretta Doyleová        | Kaori Jamagučiová     | Christina-Ann Boydová | Pascale Dogerová        |
| MS 1984             | Kaori Jamagučiová       | Edith Hrovatová       | Christina-Ann Boydová | Joanna Majdanová        |
| MS 1986             | Dominique Brunová       | Kaori Jamagučiová     | Sharon Rendleová      | Ok Kjong-suk            |
| MS 1987             | Sharon Rendleová        | Kaori Jamagučiová     | Alessandra Giungiová  | Dominique Brunová       |
| MS 1989             | Sharon Rendleová        | Alessandra Giungiová  | Maritza Pérezová      | Čo Min-son              |
| MS 1991             | Alessandra Giungiová    | Sharon Rendleová      | Maritza Pérezová      | Macumi Uedaová          |
| MS 1993             | Legna Verdeciaová       | Almudena Muñozová     | Cécile Nowaková       | Wakaba Suzukiová        |
| MS 1995             | Marie-Claire Restouxová | Carolina Marianiová   | Legna Verdeciaová     | Sharon Rendleová        |
| MS 1997             | Marie-Claire Restouxová | Kje Sun-hui           | Hjon Suk-hui          | Nicole Flagothierová    |
| MS 1999             | Noriko Narazakiová      | Legna Verdeciaová     | Kje Sun-hui           | Marie-Claire Restouxová |
| MS 2001             | Kje Sun-hui             | Raffaella Imbrianiová | Liou Jü-siang         | Legna Verdeciaová       |
| MS 2003             | Amarilis Savónová       | Annabelle Euranieová  | Raffaella Imbrianiová | Juki Jokosawaová        |
| MS 2005             | Li Jing                 | Juki Jokosawaová      | An Kum-e              | Telma Monteirová        |
| MS 2007             | Š’ Ťün-ťie              | Telma Monteirová      | An Kum-e              | Juka Nišidaová          |
| MS 2009             | Misato Nakamuraová      | Yanet Bermoyová       | Ana Carrascosaová     | Romy Tarangulová        |
| MS 2010             | Juka Nišidaová          | Misato Nakamuraová    | Natalja Kuzjutinová   | Mönchbátaryn Bundmá     |
| MS 2011             | Misato Nakamuraová      | Juka Nišidaová        | Ana Carrascosaová     | Andreea Chițuová        |
| MS 2013             | Majlinda Kelmendiová    | Érika Mirandaová      | Juki Hašimotová       | Mareen Krähová          |
| MS 2014             | Majlinda Kelmendiová    | Andreea Chițuová      | Natalja Kuzjutinová   | Érika Mirandaová        |
| MS 2015             | Misato Nakamuraová      | Andreea Chițuová      | Érika Mirandaová      | Darja Skrypniková       |
| MS 2017             | Ai Šišimeová            | Nacumi Cunodaová      | Natalja Kuzjutinová   | Érika Mirandaová        |
| MS 2018             | Uta Abeová              | Ai Šišimeová          | Érika Mirandaová      | Amandine Buchardová     |
| MS 2019             | Uta Abeová              | Natalja Kuzjutinová   | Majlinda Kelmendiová  | Ai Šišimeová            |
| MS 2021             | Ai Šišimeová            | Ana Pérezová          | Fabienne Kocherová    | Gefen Primová           |
| MS 2022             | Uta Abeová              | Chelsie Gilesová      | Amandine Buchardová   | Distria Krasniqiová     |
| MS 2023             | Uta Abeová              | Diyora Keldiyorova    | Amandine Buchardová   | Odette Giuffridaová     |
| MS 2024             | Odette Giuffridaová     | Diyora Keldiyorova    | Amandine Buchardová   | Mascha Ballhausová      |
| MS 2025             | Uta Abeová              | Distria Krasniqiová   | Róza Gyertyásová      | Mascha Ballhausová      |
| 52 kg: 1980–doposud |                         |                       |                       |                         |

## Lehká váha
| Rok                                    | Zlato                  | Stříbro                | Bronz                  | Bronz                       |
| -------------------------------------- | ---------------------- | ---------------------- | ---------------------- | --------------------------- |
| MS 1980                                | Gerda Winklbauerová    | Marie-Paule Panzaová   | Loretta Doyleová       | Jeannine Meulemansová       |
| MS 1982                                | Béatrice Rodriguezová  | Suzanne Williamsová    | Eve Aronoffová         | Diane Bellová               |
| MS 1984                                | AnnMaria Burnsová      | Suzanne Williamsová    | Catherine Arnaudová    | Gerda Winklbauerová         |
| MS 1986                                | Ann Hughesová          | Maria Gontowiczová     | Chita Grossová         | Béatrice Rodriguezová       |
| MS 1987                                | Catherine Arnaudová    | Suzanne Williamsová    | Ann Hughesová          | Regina Philipsová           |
| MS 1989                                | Catherine Arnaudová    | Ann Hughesová          | Miriam Blascová        | Čong Son-jong               |
| MS 1991                                | Miriam Blascová        | Nicole Flagothierová   | Nicola Fairbrotherová  | Li Čung-jün                 |
| MS 1993                                | Nicola Fairbrotherová  | Čijori Tatenová        | Jessica Galová         | Driulis Gonzálezová         |
| MS 1995                                | Driulis Gonzálezová    | Čong Son-jong          | Danielle Zangrandová   | Filipa Cavalleriová         |
| MS 1997                                | Isabel Fernándezová    | Driulis Gonzálezová    | Čijori Tatenová        | Magali Batonová             |
| MS 1999                                | Driulis Gonzálezová    | Isabel Fernándezová    | Jessica Galová         | Michaela Vernerová          |
| MS 2001                                | Yurisleidys Lupeteyová | Deborah Gravenstijnová | Isabel Fernándezová    | Kie Kusakabeová             |
| MS 2003                                | Kje Sun-hui            | Yvonne Bönischová      | Yurisleidys Lupeteyová | Deborah Gravenstijnová      |
| MS 2005                                | Kje Sun-hui            | Yvonne Bönischová      | Chišigbatyn Erdenet-Od | Sabrina Filzmoserová        |
| MS 2007                                | Kje Sun-hui            | Isabel Fernándezová    | Aiko Satóová           | Bernadett Baczkóová         |
| MS 2009                                | Morgane Riboutová      | Telma Monteirová       | Kifayət Qasımovová     | Hedvig Karakasová           |
| MS 2010                                | Kaori Macumotová       | Telma Monteirová       | Sabrina Filzmoserová   | Julieta Bukuvalaová         |
| MS 2011                                | Aiko Satóová           | Rafaela Silvaová       | Corina Ștefanová       | Kaori Macumotová            |
| MS 2013                                | Rafaela Silvaová       | Marti Malloyová        | Vlora Beđetiová        | Miryam Roperová             |
| MS 2014                                | Nae Udakaová           | Telma Monteirová       | Automne Paviaová       | Sanne Verhagenová           |
| MS 2015                                | Kaori Macumotová       | Corina Ștefanová       | Dordžsürengín Sumijá   | Automne Paviaová            |
| MS 2017                                | Dordžsürengín Sumijá   | Cukasa Jošidaová       | Hélène Receveauxová    | Nekoda Davisová             |
| MS 2018                                | Cukasa Jošidaová       | Nekoda Davisová        | Christa Degučiová      | Dordžsürengín Sumijá        |
| MS 2019                                | Christa Degučiová      | Cukasa Jošidaová       | Julia Kowalczyková     | Rafaela Silvaová            |
| MS 2021                                | Jessica Klimkaitová    | Momo Tamaokiová        | Nora Gjakovaová        | Theresa Stollová            |
| MS 2022                                | Rafaela Silvaová       | Haruka Funakubo        | Jessica Klimkaitová    | Lkhagvatogoogiin Enkhriilen |
| MS 2023                                | Christa Deguchi        | Haruka Funakubo        | Jessica Klimkaitová    | Lkhagvatogoogiin Enkhriilen |
| MS 2024                                | Huh Mi-mi              | Christa Deguchi        | Jessica Klimkaitová    | Momo Tamaokiová             |
| MS 2025                                | Eteri Lipartelianiová  | Momo Tamaokiová        | Shirlen Nascimento     | Sarah-Léonie Cysique        |
| 56 kg: 1980–1997 • 57 kg: 1999–doposud |                        |                        |                        |                             |

## Polostřední váha
| Rok                                    | Zlato                   | Stříbro                     | Bronz                     | Bronz                    |
| -------------------------------------- | ----------------------- | --------------------------- | ------------------------- | ------------------------ |
| MS 1980                                | Anita Stapsová          | Laura Di Tomaová            | Inge Bergová              | Martine Rottierová       |
| MS 1982                                | Martine Rottierová      | Inger Lise Solheimová       | Jeannine Peetersová       | Gabriele Ritschelová     |
| MS 1984                                | Natasha Hernándezová    | Chantal Hanová              | Kaori Hačinoheová         | Martine Rottierová       |
| MS 1986                                | Diane Bellová           | Céline Géraudová            | Rjóko Fudžimotová         | Donna Guyová             |
| MS 1987                                | Diane Bellová           | Lynn Roethkeová             | Noriko Močidaová          | Bogusława Olechnowiczová |
| MS 1989                                | Catherine Fleuryová     | Jelena Petrovová            | Gabriele Ritschelová      | Takako Kobajašiová       |
| MS 1991                                | Frauke Eickhoffová      | Diane Bellová               | Ja'el Aradová             | Catherine Fleuryová      |
| MS 1993                                | Gella Vandecaveyeová    | Ja'el Aradová               | Diane Bellová             | Ileana Beltránová        |
| MS 1995                                | Čong Song-suk           | Jenny Galová                | Gella Vandecaveyeová      | Catherine Fleuryová      |
| MS 1997                                | Séverine Vandenhendeová | Gella Vandecaveyeová        | Sara Álvarezová           | Čong Song-suk            |
| MS 1999                                | Keiko Maedaová          | Gella Vandecaveyeová        | Sara Álvarezová           | Karen Robertsová         |
| MS 2001                                | Gella Vandecaveyeová    | Sara Álvarezová             | Anaysi Hernándezová       | Ajumi Tanimotová         |
| MS 2003                                | Daniela Krukowerová     | Driulis Gonzálezová         | Anna von Harnierová       | Ylenia Scapinová         |
| MS 2005                                | Lucie Décosseová        | Ajumi Tanimotová            | Driulis Gonzálezová       | Urška Žolnirová          |
| MS 2007                                | Driulis Gonzálezová     | Lucie Décosseová            | Elisabeth Willeboordseová | Ajumi Tanimotová         |
| MS 2009                                | Jošie Uenová            | Elisabeth Willeboordseová   | Claudia Malzahnová        | Elis Šlezingrová         |
| MS 2010                                | Jošie Uenová            | Miki Tanakaová              | Yaritza Abelová           | Ramilə Yusubovová        |
| MS 2011                                | Gévrise Émaneová        | Jošie Uenová                | Anicka van Emdenová       | Urška Žolnirová          |
| MS 2013                                | Jarden Džerbiová        | Clarisse Agbegnenouová      | Gévrise Émaneová          | Anicka van Emdenová      |
| MS 2014                                | Clarisse Agbegnenouová  | Jarden Džerbiová            | Miku Taširová             | Tina Trstenjaková        |
| MS 2015                                | Tina Trstenjaková       | Clarisse Agbegnenouová      | Miku Taširová             | Cedevsürengín Mönchdzajá |
| MS 2017                                | Clarisse Agbegnenouová  | Tina Trstenjaková           | Möngönčimegín Baldordž    | Agata Ozdobová           |
| MS 2018                                | Clarisse Agbegnenouová  | Miku Taširová               | Tina Trstenjaková         | Juul Franssenová         |
| MS 2019                                | Clarisse Agbegnenouová  | Miku Taširová               | Juul Franssenová          | Martyna Trajdosová       |
| MS 2021                                | Clarisse Agbegnenouová  | Andreja Leškiová            | Anja Obradovićová         | Sanne Vermeerová         |
| MS 2022                                | Megumi Horikawa         | Catherine Beauchemin-Pinard | Manon Deketerová          | Bárbara Timoová          |
| MS 2023                                | Clarisse Agbegnenouová  | Andreja Leškiová            | Szofi Özbasová            | Joanne van Lieshout      |
| MS 2024                                | Joanne van Lieshout     | Angelika Szymańska          | Clarisse Agbegnenouová    | Laura Fazliuová          |
| MS 2025                                | Haruka Kajuová          | Catherine Beauchemin-Pinard | Boldyn Gankhaichová       | Laura Fazliuová          |
| 61 kg: 1980–1997 • 63 kg: 1999–doposud |                         |                             |                           |                          |

## Střední váha
| Rok                                    | Zlato                   | Stříbro                 | Bronz                   | Bronz                    |
| -------------------------------------- | ----------------------- | ----------------------- | ----------------------- | ------------------------ |
| MS 1980                                | Edith Simonová          | Dawn Netherwoodová      | Christine Pennicková    | Catherine Pierreová      |
| MS 1982                                | Brigitte Deydierová     | Karin Krügerová         | Heidi Andersenová       | Anita Stapsová           |
| MS 1984                                | Brigitte Deydierová     | Irene de Koková         | Dawn Netherwoodová      | Šinobu Kandoriová        |
| MS 1986                                | Brigitte Deydierová     | Elisabeth Karlssonová   | Alexandra Schreiberová  | Anita Stapsová           |
| MS 1987                                | Alexandra Schreiberová  | Brigitte Deydierová     | Roswitha Hartlová       | Hikari Sasakiová         |
| MS 1989                                | Emanuela Pierantozziová | Hikari Sasakiová        | Claire Lecatová         | Odalis Revéová           |
| MS 1991                                | Emanuela Pierantozziová | Odalis Revéová          | Rjóko Fudžimotová       | Kate Howeyová            |
| MS 1993                                | Čo Min-son              | Liliko Ogasawaraová     | Čang Ti                 | Odalis Revéová           |
| MS 1995                                | Čo Min-son              | Odalis Revéová          | Aneta Szczepańská       | Liliko Ogasawaraová      |
| MS 1997                                | Kate Howeyová           | Anja von Rekowskiová    | Emanuela Pierantozziová | Čo Min-son               |
| MS 1999                                | Sibelis Veranesová      | Ulla Werbroucková       | Ylenia Scapinová        | Kate Howeyová            |
| MS 2001                                | Masae Uenová            | Kate Howeyová           | Leyén Zuluetaová        | Ulla Werbroucková        |
| MS 2003                                | Masae Uenová            | Leyén Zuluetaová        | Edith Boschová          | Annett Böhmová           |
| MS 2005                                | Edith Boschová          | Gévrise Émaneová        | Catherine Jacquesová    | Raša Sraková             |
| MS 2007                                | Gévrise Émaneová        | Ronda Rouseyová         | Ylenia Scapinová        | Anett Mészárosová        |
| MS 2009                                | Yuri Alvearová          | Anett Mészárosová       | Mina Watanabe           | Huda Miledová            |
| MS 2010                                | Lucie Décosseová        | Anett Mészárosová       | Joriko Kuniharaová      | Raša Sraková             |
| MS 2011                                | Lucie Décosseová        | Edith Boschová          | Joriko Kuniharaová      | Anett Mészárosová        |
| MS 2013                                | Yuri Alvearová          | Laura Vargasová Kochová | Kim Song-jon            | Kim Pollingová           |
| MS 2014                                | Yuri Alvearová          | Karen Nun'iraová        | Onix Cortésová          | Katarzyna Kłysová        |
| MS 2015                                | Gévrise Émaneová        | María Bernabéuová       | Yuri Alvearová          | Fanny-Estelle Posviteová |
| MS 2017                                | Čizuru Araiová          | María Pérezová          | Yuri Alvearová          | María Bernabéuová        |
| MS 2018                                | Čizuru Araiová          | Marie-Eve Gahiéová      | Yuri Alvearová          | Jóko Ónová               |
| MS 2019                                | Marie-Eve Gahiéová      | Bárbara Timová          | Sally Conwayová         | Margaux Pinotová         |
| MS 2021                                | Barbara Matićová        | Jóko Ónová              | Michaela Polleresová    | Sanne van Dijkeová       |
| MS 2022                                | Barbara Matićová        | Lara Cvjetko            | Saki Niizoe             | Sanne van Dijkeová       |
| MS 2023                                | Saki Niizoe             | Giovanna Scoccimarrová  | Michaela Polleresová    | Barbara Matićová         |
| MS 2024                                | Margaux Pinotová        | Marie-Ève Gahié         | Shiho Tanaka            | Madina Taimazova         |
| MS 2025                                | Shiho Tanakaová         | Lara Cvjetkoová         | Sanne van Dijkeová      | Miriam Butkereitová      |
| 66 kg: 1980–1997 • 70 kg: 1999–doposud |                         |                         |                         |                          |

## Polotěžká váha
| Rok                                    | Zlato                | Stříbro              | Bronz                 | Bronz                   |
| -------------------------------------- | -------------------- | -------------------- | --------------------- | ----------------------- |
| MS 1980                                | Jocelyne Triadouová  | Barbara Claßenová    | Avril Malleyová       | Jolanda van Meggelenová |
| MS 1982                                | Barbara Claßenová    | Ingrid Berghmansová  | Karin Poschová        | Jocelyne Triadouová     |
| MS 1984                                | Ingrid Berghmansová  | Barbara Claßenová    | Anita Stapsová        | Véronique Vigneronová   |
| MS 1986                                | Irene de Koková      | Ingrid Berghmansová  | Barbara Claßenová     | Liou Aj-siang           |
| MS 1987                                | Irene de Koková      | Ingrid Berghmansová  | Joko Tanabeová        | Barbara Claßenová       |
| MS 1989                                | Ingrid Berghmansová  | Joko Tanabeová       | Aline Bataillerová    | Wu Wej-feng             |
| MS 1991                                | Kim Mi-čong          | Joko Tanabeová       | Laëtitia Meignanová   | Marion van Dorssenová   |
| MS 1993                                | Leng Čchun-chuej     | Kate Howeyová        | Kim Mi-čong           | Viktorija Kazuninová    |
| MS 1995                                | Diadenis Lunaová     | Ulla Werbroucková    | Joko Tanabeová        | Teťana Běljajevová      |
| MS 1997                                | Noriko Annová        | Diadenis Lunaová     | Edinanci Silvaová     | Ulla Werbroucková       |
| MS 1999                                | Noriko Annová        | Jin Jü-feng          | Céline Lebrunová      | Diadenis Lunaová        |
| MS 2001                                | Noriko Annová        | Yurisel Labordeová   | Céline Lebrunová      | I So-jon                |
| MS 2003                                | Noriko Annová        | Yurisel Labordeová   | Edinanci Silvaová     | Esther San Miguelová    |
| MS 2005                                | Yurisel Labordeová   | Sae Nakazawaová      | Céline Lebrunová      | Claudia Zwiersová       |
| MS 2007                                | Yurisel Labordeová   | Sae Nakazawaová      | Stéphanie Possamaïová | Čong Kjong-mi           |
| MS 2009                                | Marhinde Verkerková  | Maryna Pryščepová    | Heide Wollertová      | Sun Jün                 |
| MS 2010                                | Kayla Harrisonová    | Mayra Aguiarová      | Akari Ogataová        | Jang Siou-li            |
| MS 2011                                | Audrey Tcheuméová    | Akari Ogataová       | Kayla Harrisonová     | Mayra Aguiarová         |
| MS 2013                                | Sol Kjong            | Marhinde Verkerková  | Mayra Aguiarová       | Audrey Tcheuméová       |
| MS 2014                                | Mayra Aguiarová      | Audrey Tcheuméová    | Kayla Harrisonová     | Anamari Velenšeková     |
| MS 2015                                | Mami Umekiová        | Anamari Velenšeková  | Luise Malzahnová      | Marhinde Verkerková     |
| MS 2017                                | Mayra Aguiarová      | Mami Umekiová        | Kaliema Antomarchiová | Natalie Powellová       |
| MS 2018                                | Šóri Hamadaová       | Guusje Steenhuisová  | Marhinde Verkerková   | Alexandra Babincevová   |
| MS 2019                                | Madeleine Malongaová | Šóri Hamadaová       | Mayra Aguiarová       | Loriana Kukaová         |
| MS 2021                                | Anna-Maria Wagnerová | Madeleine Malongaová | Guusje Steenhuisová   | Mami Umekiová           |
| MS 2022                                | Mayra Aguiarová      | Ma Čen-čao           | Jelyzaveta Lytvynenko | Beata Pacut-Kloczková   |
| MS 2023                                | Inbar Lanirová       | Audrey Tcheuméová    | Alice Bellandiová     | Guusje Steenhuisová     |
| MS 2024                                | Anna-Maria Wagnerová | Alice Bellandiová    | Madeleine Malongaová  | Emma Reidová            |
| MS 2025                                | Alice Bellandiová    | Anna Monta Olek      | Kurena Ikedaová       | Patrícia Sampaioová     |
| 72 kg: 1980–1997 • 78 kg: 1999–doposud |                      |                      |                       |                         |

## Těžká váha
| Rok                                    | Zlato                 | Stříbro               | Bronz                   | Bronz                 |
| -------------------------------------- | --------------------- | --------------------- | ----------------------- | --------------------- |
| MS 1980                                | Margherita De Calová  | Paulette Fouilletová  | Ingrid Berghmansová     | Christiane Kieburgová |
| MS 1982                                | Natalina Lupinová     | Margaret Castrová     | Marjolein van Unenová   | Maria Teresa Mottaová |
| MS 1984                                | Maria Teresa Mottaová | Kao Feng-lien         | Margaret Castrová       | Marjolein van Unenová |
| MS 1986                                | Kao Feng-lien         | Marjolein van Unenová | Isabelle Paqueová       | Nilmaris Santiniová   |
| MS 1987                                | Kao Feng-lien         | Regina Sigmundová     | Angelique Serieseová    | Margaret Castrová     |
| MS 1989                                | Kao Feng-lien         | Regina Sigmundová     | Natalina Lupinová       | Beata Maksymowová     |
| MS 1991                                | Mun Či-jun            | Čang Jing             | Monique van der Leeová  | Beata Maksymowová     |
| MS 1993                                | Johanna Hagnová       | Noriko Annová         | Monique van der Leeová  | Svetlana Gundarenková |
| MS 1995                                | Angelique Serieseová  | Čang Jing             | Son Hjon-mi             | Daima Beltránová      |
| MS 1997                                | Christine Cicotová    | Miho Ninomijaová      | Beata Maksymowová       | Sun Fu-ming           |
| MS 1999                                | Beata Maksymowová     | Jüan Chua             | Miho Ninomijaová        | Karina Bryantová      |
| MS 2001                                | Jüan Chua             | Midori Šintaniová     | Daima Beltránová        | Sandra Köppenová      |
| MS 2003                                | Sun Fu-ming           | Maki Cukadaová        | Tea Donguzašviliová     | Karina Bryantová      |
| MS 2005                                | Tchung Wen            | Karina Bryantová      | Anne-Sophie Mondièreová | Maki Cukadaová        |
| MS 2007                                | Tchung Wen            | Maki Cukadaová        | Sandra Köppenová        | Carola Uilenhoedová   |
| MS 2009                                | Tchung Wen            | Karina Bryantová      | Idalis Ortízová         | Maki Cukadaová        |
| MS 2010                                | Mika Sugimotová       | Čchin Čchien          | Idalis Ortízová         | Maki Cukadaová        |
| MS 2011                                | Tchung Wen            | Čchin Čchien          | Mika Sugimotová         | Jelena Ivaščenková    |
| MS 2013                                | Idalis Ortízová       | Suelen Althemanová    | I Čong-un               | Megumi Tačimotová     |
| MS 2014                                | Idalis Ortízová       | Suelen Althemanová    | Megumi Tačimotová       | Emilie Andéolová      |
| MS 2015                                | Jü Sung               | Megumi Tačimotová     | Idalis Ortízová         | Kanae Jamabeová       |
| MS 2017                                | Jü Sung               | Sarah Asahinaová      | Kim Min-čong            | Iryna Kindzerská      |
| MS 2018                                | Sarah Asahinaová      | Idalis Ortízová       | Larisa Cerićová         | Kayra Sayitová        |
| MS 2019                                | Akira Soneová         | Idalis Ortízová       | Kayra Sayitová          | Sarah Asahinaová      |
| MS 2021                                | Sarah Asahinaová      | Wakaba Tomitaová      | Suelen Althemanová      | Beatriz Souzaová      |
| MS 2022                                | Romane Dicko          | Beatriz Souza         | Wakaba Tomita           | Julia Tolofua         |
| MS 2023                                | Akira Soneová         | Julia Tolofua         | Beatriz Souza           | Raz Hershko           |
| MS 2024                                | Wakaba Tomitaová      | Kayra Ozdemir         | Kim Ha-yun              | Hilal Öztürk          |
| MS 2025                                | Kim Ha-yun            | Mao Arai              | Romane Dickoová         | Lee Hyeon-ji          |
| 65 kg: 1979–1997 • 66 kg: 1999–doposud |                       |                       |                         |                       |

## Ukončené disciplíny

### Bez rozdílu vah
| Rok     | Místo            | Zlato                  | Stříbro               | Bronz                   | Bronz                     |
| ------- | ---------------- | ---------------------- | --------------------- | ----------------------- | ------------------------- |
| MS 1980 | New York         | Ingrid Berghmansová    | Paulette Fouilletová  | Barbara Claßenová       | Barbara Festová           |
| MS 1982 | Paříž            | Ingrid Berghmansová    | Hiromi Tateišiová     | Regina Sigmundová       | Jocelyne Triadouová       |
| MS 1984 | Vídeň            | Ingrid Berghmansová    | Marjolein van Unenová | Kao Feng-lien           | Natalina Lupinová         |
| MS 1986 | Maastricht       | Ingrid Berghmansová    | Li Ťin-lin            | Karin Kutzová           | Laëtitia Meignanová       |
| MS 1987 | Essen            | Kao Feng-lien          | Ingrid Berghmansová   | Isabelle Paqueová       | Karin Kutzová             |
| MS 1989 | Bělehrad         | Estela Rodríguezová    | Sharon Leeová         | Joko Tanabeová          | Čang Jing                 |
| MS 1991 | Barcelona        | Čuang Siao-jen         | Estela Rodríguezová   | Natalina Lupinová       | Claudia Weberová          |
| MS 1993 | Hamilton         | Beata Maksymowová      | Angelique Serieseová  | Čang Jing               | Mun Či-jun                |
| MS 1995 | Čiba             | Monique van der Leeová | Sun Fu-ming           | I Hjon-kjong            | Estela Rodríguezová       |
| MS 1997 | Paříž            | Daima Beltránová       | Raquel Barrientosová  | Jüan Chua               | Miho Ninomijaová          |
| MS 1999 | Birmingham       | Daima Beltránová       | Miho Ninomijaová      | Cvetana Božilovová      | Čchö Suk-i                |
| MS 2001 | Mnichov          | Céline Lebrunová       | Karina Bryantová      | Catarina Rodriguesová   | Tchung Wen                |
| MS 2003 | Ósaka            | Tchung Wen             | Karina Bryantová      | Mara Kovačevićová       | Daima Beltránová          |
| MS 2005 | Káhira           | Midori Šintaniová      | Karina Bryantová      | Anne-Sophie Mondièreová | Carola Uilenhoedová       |
| MS 2007 | Rio de Janeiro   | Maki Cukadaová         | Lucija Polavderová    | Anne-Sophie Mondièreová | Jelena Ivaščenková        |
| MS 2008 | Levallois-Perret | Tchung Wen             | Jelena Ivaščenková    | Megumi Tačimotová       | Mika Sugimotová           |
| MS 2010 | Tokio            | Mika Sugimotová        | Čchin Čchien          | Tea Donguzašviliová     | Megumi Tačimotová         |
| MS 2011 | Ťumeň            | Tchung Wen             | Tea Donguzašviliová   | Mika Sugimotová         | Nanami Hašigučiová        |
| MS 2017 | Marrákeš         | Sarah Asahinaová       | Larisa Cerićová       | Idalis Ortízová         | Nihel Cheikhová Rouhouová |